# Presidenti della Provincia dell'Aquila
Di seguito l'elenco cronologico dei presidenti della Provincia dell'Aquila.

## Regno d'Italia (1861-1946)
| Prefetti nominati dal governo (1861-1889)            | Prefetti nominati dal governo (1861-1889) | Prefetti nominati dal governo (1861-1889)                                | Prefetti nominati dal governo (1861-1889) | Prefetti nominati dal governo (1861-1889) | Prefetti nominati dal governo (1861-1889) | Prefetti nominati dal governo (1861-1889) | Prefetti nominati dal governo (1861-1889) | Prefetti nominati dal governo (1861-1889) |
| ---------------------------------------------------- | ----------------------------------------- | ------------------------------------------------------------------------ | ----------------------------------------- | ----------------------------------------- | ----------------------------------------- | ----------------------------------------- | ----------------------------------------- | ----------------------------------------- |
| Prefetti della provincia dell'Aquila                 |                                           |                                                                          |                                           |                                           |                                           |                                           |                                           |                                           |
| Presidenti della deputazione provinciale (1889-1926) |                                           |                                                                          |                                           |                                           |                                           |                                           |                                           |                                           |
| Nominativo                                           | Partito                                   | Partito                                                                  | Mandato                                   | Mandato                                   |                                           |                                           |                                           |                                           |
| Nominativo                                           | Partito                                   | Partito                                                                  | Inizio                                    | Fine                                      |                                           |                                           |                                           |                                           |
| Michele Iacobucci                                    |                                           | Sinistra storica                                                         | 1889                                      | 1891                                      |                                           |                                           |                                           |                                           |
| Antonio Cappelli                                     |                                           | Destra storica                                                           | 1891                                      | 1892                                      |                                           |                                           |                                           |                                           |
| Antonio Ciolina                                      |                                           | Sinistra storica                                                         | 1892                                      | 1899                                      |                                           |                                           |                                           |                                           |
| omissis                                              |                                           |                                                                          |                                           |                                           |                                           |                                           |                                           |                                           |
| Cesidio De Vincentiis                                |                                           | Partito Radicale Italiano (1921-1922) poi Democrazia Sociale (1922-1926) | 1921                                      | 1926                                      |                                           |                                           |                                           |                                           |
| Presidi nominati dal governo (1926-1944)             |                                           |                                                                          |                                           |                                           |                                           |                                           |                                           |                                           |
| omissis                                              |                                           |                                                                          |                                           |                                           |                                           |                                           |                                           |                                           |
| Presidenti della deputazione provinciale (1944-1946) |                                           |                                                                          |                                           |                                           |                                           |                                           |                                           |                                           |
| omissis                                              |                                           |                                                                          |                                           |                                           |                                           |                                           |                                           |                                           |

## Repubblica Italiana (dal 1946)
| Presidenti della deputazione provinciale (1946-1951)           | Presidenti della deputazione provinciale (1946-1951) | Presidenti della deputazione provinciale (1946-1951) | Presidenti della deputazione provinciale (1946-1951) | Presidenti della deputazione provinciale (1946-1951) | Presidenti della deputazione provinciale (1946-1951) | Presidenti della deputazione provinciale (1946-1951) | Presidenti della deputazione provinciale (1946-1951) | Presidenti della deputazione provinciale (1946-1951) |
| Nominativo                                                     | Nominativo                                           | Partito                                              | Partito                                              | Partito                                              | Partito                                              | Mandato                                              | Mandato                                              | Elezione                                             |
| Nominativo                                                     | Nominativo                                           | Partito                                              | Partito                                              | Partito                                              | Partito                                              | Inizio                                               | Fine                                                 | Elezione                                             |
| -------------------------------------------------------------- | ---------------------------------------------------- | ---------------------------------------------------- | ---------------------------------------------------- | ---------------------------------------------------- | ---------------------------------------------------- | ---------------------------------------------------- | ---------------------------------------------------- | ---------------------------------------------------- |
|                                                                | Ermenegildo Tecca                                    |                                                      | Democrazia Cristiana                                 | Democrazia Cristiana                                 | Democrazia Cristiana                                 | 1946                                                 | 1951                                                 | –                                                    |
| Presidenti eletti dal Consiglio provinciale (1951-1995)        |                                                      |                                                      |                                                      |                                                      |                                                      |                                                      |                                                      |                                                      |
| Nominativo                                                     | Nominativo                                           | Partito                                              | Partito                                              | Giunta                                               | Giunta                                               | Mandato                                              | Mandato                                              | Elezione                                             |
| Nominativo                                                     | Nominativo                                           | Partito                                              | Partito                                              | Giunta                                               | Giunta                                               | Inizio                                               | Fine                                                 | Elezione                                             |
|                                                                | Ermenegildo Tecca                                    |                                                      | Democrazia Cristiana                                 | ?                                                    | ?                                                    | 1951                                                 | 1956                                                 | Elezione 1951                                        |
|                                                                | Pasquale Santucci                                    |                                                      | Democrazia Cristiana                                 | ?                                                    | ?                                                    | 1956                                                 | 1970                                                 | Elezione 1956                                        |
| ?                                                              | ?                                                    | Elezione 1960                                        | Democrazia Cristiana                                 |                                                      |                                                      | 1956                                                 | 1970                                                 |                                                      |
| ?                                                              | ?                                                    | Elezione 1964                                        | Democrazia Cristiana                                 |                                                      |                                                      | 1956                                                 | 1970                                                 |                                                      |
|                                                                | Francesco Gaudieri                                   |                                                      | Democrazia Cristiana                                 | ?                                                    | ?                                                    | 1970                                                 | 1975                                                 | Elezione 1970                                        |
|                                                                | Serafino Petricone                                   |                                                      | Democrazia Cristiana                                 | ?                                                    | ?                                                    | 1975                                                 | 1980                                                 | Elezione 1975                                        |
| ?                                                              | ?                                                    | 1980                                                 | Democrazia Cristiana                                 | 21 gennaio 1986                                      | Elezione 1980                                        |                                                      |                                                      |                                                      |
| ?                                                              | ?                                                    | 1980                                                 | Democrazia Cristiana                                 | 21 gennaio 1986                                      | Elezione 1985                                        |                                                      |                                                      |                                                      |
|                                                                | Bruno Di Masci                                       |                                                      | Partito Socialista Italiano                          |                                                      | DC-PSI-PSDI                                          | 21 gennaio 1986                                      | 14 luglio 1990                                       |                                                      |
|                                                                | Giorgio Castellani                                   |                                                      | Democrazia Cristiana                                 |                                                      | DC-PSI-PRI-PSDI-PDS                                  | 14 luglio 1990                                       | 16 marzo 1993                                        | Elezione 1990                                        |
|                                                                | Franco Di Giannantonio                               |                                                      | Democrazia Cristiana                                 |                                                      | DC-PSI-PRI-PSDI                                      | 16 marzo 1993                                        | 7 maggio 1995                                        | Elezione 1990                                        |
| Presidenti eletti direttamente dai cittadini (1995-2015)       |                                                      |                                                      |                                                      |                                                      |                                                      |                                                      |                                                      |                                                      |
| Nominativo                                                     | Nominativo                                           | Partito                                              | Partito                                              | Coalizione                                           | Coalizione                                           | Mandato                                              | Mandato                                              | Elezione                                             |
| Nominativo                                                     | Nominativo                                           | Partito                                              | Partito                                              | Coalizione                                           | Coalizione                                           | Inizio                                               | Fine                                                 | Elezione                                             |
|                                                                | Palmiero Susi                                        |                                                      | Partito Popolare Italiano                            |                                                      | FI-PPI-AN-CCD                                        | 7 maggio 1995                                        | 28 giugno 1999                                       | Elezione 1995                                        |
|                                                                | Palmiero Susi                                        | Forza Italia                                         |                                                      | FI-AN-CCD-I Liberal Sgarbi                           | 28 giugno 1999                                       | 27 giugno 2004                                       | Elezione 1999                                        |                                                      |
|                                                                | Stefania Pezzopane                                   |                                                      | Democratici di Sinistra                              |                                                      | DS-DL-SDI-PRC-Verdi-UDEUR                            | 28 giugno 2004                                       | 30 marzo 2010                                        | Elezione 2004                                        |
|                                                                | Antonio Del Corvo                                    |                                                      | Il Popolo della Libertà                              |                                                      | PdL-UdC-MpA-L. civiche                               | 30 marzo 2010                                        | 3 maggio 2015                                        | Elezione 2010                                        |
| Presidenti eletti da sindaci e consiglieri comunali (dal 2015) |                                                      |                                                      |                                                      |                                                      |                                                      |                                                      |                                                      |                                                      |
| Nominativo                                                     | Nominativo                                           | Partito                                              | Partito                                              | Partito                                              | Partito                                              | Mandato                                              | Mandato                                              | Elezione                                             |
| Nominativo                                                     | Nominativo                                           | Partito                                              | Partito                                              | Partito                                              | Partito                                              | Inizio                                               | Fine                                                 | Elezione                                             |
|                                                                | Antonio De Crescentiis                               |                                                      | Indipendente di centro-sinistra                      | Indipendente di centro-sinistra                      | Indipendente di centro-sinistra                      | 3 maggio 2015                                        | 12 giugno 2017                                       | Elezione 2015                                        |
|                                                                | Fabrizio D'Alessandro (ad interim)                   |                                                      | Partito Democratico                                  | Partito Democratico                                  | Partito Democratico                                  | 12 giugno 2017                                       | 31 luglio 2017                                       | Elezione 2015                                        |
|                                                                | Angelo Caruso                                        |                                                      | Indipendente di centro-destra                        | Indipendente di centro-destra                        | Indipendente di centro-destra                        | 31 luglio 2017                                       | 18 dicembre 2021                                     | Elezione 2017                                        |
| 18 dicembre 2021                                               | Angelo Caruso                                        | in carica                                            | Indipendente di centro-destra                        | Indipendente di centro-destra                        | Indipendente di centro-destra                        | Elezione 2021                                        |                                                      |                                                      |